# Syzygium crebrinerve
Syzygium crebrinerve är en myrtenväxtart som först beskrevs av Cyril Tenison White, och fick sitt nu gällande namn av Lawrence Alexander Sidney Johnson. Syzygium crebrinerve ingår i släktet Syzygium och familjen myrtenväxter. Inga underarter finns listade i Catalogue of Life.

## Bildgalleri

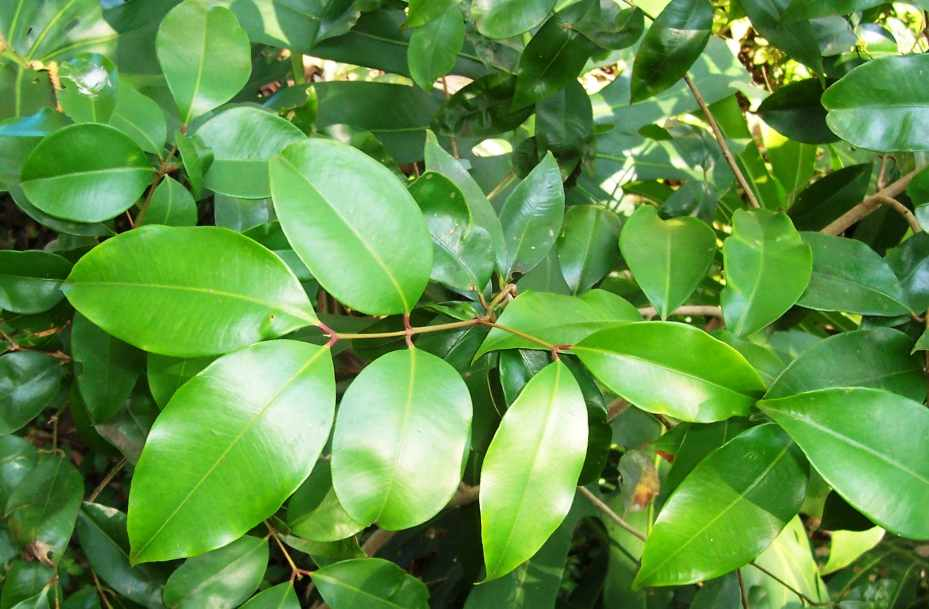
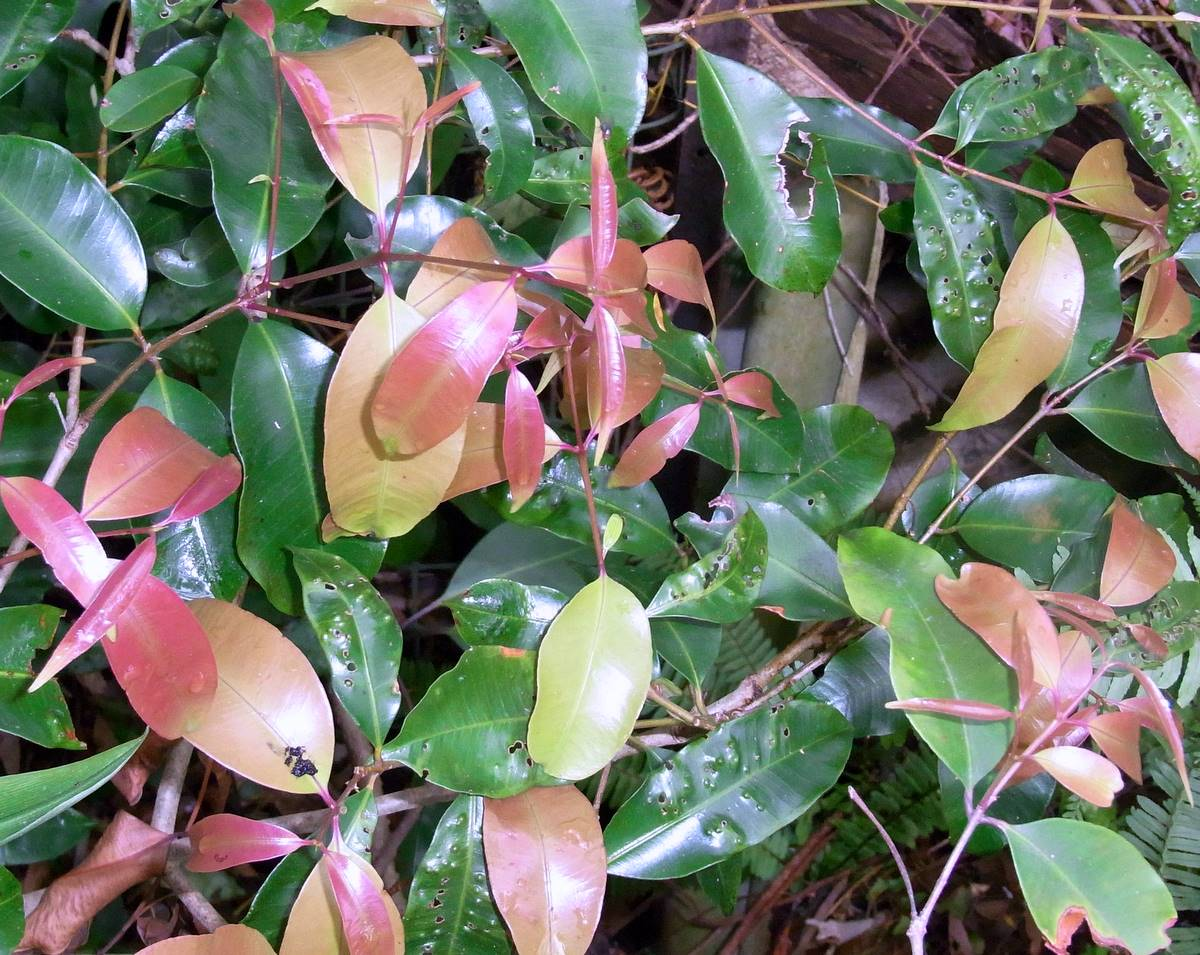